# José Manuel Motos Galera
José Manuel Motos Galera (Matián, Granada, 28 de abril de 1959) es un abogado y polifacético artista español.

## Reseña biográfica
Hijo primogénito de José Motos Oliver y Antonia Galera Reche, tras realizar los estudios primarios en su aldea natal y en la localidad de Cúllar, pasó al Instituto de Baza para recibir la enseñanza media. Posteriormente se trasladó a Granada, donde cursó la licenciatura de Derecho en su Universidad y donde definitivamente residió, realizando la pasantía con el prestigioso Letrado D. José Gómez Sánchez-Reina. En 1984 ingresó en el Ilustre Colegio de Abogados de Granada y abrió despacho profesional en esta capital, especializándose en responsabilidad civil y derecho de seguros, si bien su actividad profesional la ha desempeñado no sólo en Granada sino asimismo en el resto de Andalucía Oriental —provincias de Almería, Jaén y Málaga—, aunque también en otras ciudades como Madrid.
Junto con otros jóvenes compañeros Letrados (Antonio Moles Mingorance, Irene Mª. Rodríguez Márquez, Francisco Pons Morito, Antonio Camino Marinetto, Emilio Castilla Fernández, Rafael Martín Martín, Gustavo Rodríguez Fernández o José Manuel Ferro Ríos), fue cofundador del Grupo Nuevo Derecho, dedicado a profundizar en el estudio y análisis jurídicos. Y con ellos mantuvo también una importante actividad reivindicativa en el seno colegial hacia finales de los años 80, en pos de la mejora del Servicio de Turno de Oficio y otras cuestiones de índole profesional, de lo cual ha quedado oportuna constancia.
El 12 de octubre de 1985 contrajo matrimonio canónico con la cazorleña María Henares de Simón y de su unión nacieron tres hijas, llamadas María, Marta y Beatriz.

## Actividad artística

### Pintura
Su actividad artística es muy variada. Así, como pintor, domina especialmente la técnica del óleo y destaca como paisajista, aunque también es autor de interesantes retratos. Reacio a vender sus cuadros, en cambio ha protagonizado varias exposiciones en diversas salas, siendo la última la que ofreció en Granada, en el Centro Cívico del Zaidín, en octubre de 2008.

### Fotografía
Aficionado a la fotografía, participa en numerosos certámenes, principalmente a través de Internet, como los organizados anualmente por el diario Ideal de Granada y otras instituciones, generalmente utilizando diversos pseudónimos, en especial ‘Matián’ o ‘Matianero’.

### Teatro
Como actor de teatro amateur, ha interpretado muchísimos papeles con el granadino Grupo Alba Mundi y últimamente, requerido para ello por quien a la sazón era Decano, D. José María Rosales de Angulo, viene ejerciendo como director del Grupo de Teatro del Ilustre Colegio de Abogados de Granada (ICAGR), habiendo estrenado Crimen contra reloj, de Frank Launder y Sidney Gilliat, el 26 de enero de 2011 en el Teatro Isabel La Católica de Granada y actuado posteriormente en diversos escenarios de esta capital, siendo de destacar también las representaciones efectuadas en el Auditorio municipal de El Ejido, el Teatro Federico García Lorca de Fuente Vaqueros y el Teatro Calderón de Motril.
En el año 2012, adaptó y dirigió al frente del Grupo de Teatro del ICAGR la comedia 'Calamar', de Pedro Muñoz Seca y Pedro Pérez Fernández, también estrenada y representada varias veces en el Teatro Isabel La Católica y posteriormente en el Teatro Isidoro Máiquez de Granada, entre otras salas.
En el año 2013 puso en escena, con el mismo grupo teatral, No tiene enmienda.... Se trata de la representación de un conjunto de tres obras de diferentes autores, de estilo completamente distinto entre sí, que tratan humorísticamente un mismo tema común, la infidelidad conyugal, a lo largo de tres épocas distintas: la contemporánea, representada por Old Saybrook (Woody Allen); la renacentista, con La cueva de Salamanca (Miguel de Cervantes); y la medieval, evocada por El conde de Burra regresa de las cruzadas (José Cedena Sánchez-Cabezudo). Fue estrenada casi simultáneamente en el Teatro Calderón de Motril, en el Isabel La Católica y en el José Tamayo de Granada, alcanzado gran éxito de público y crítica. Una selección de las dos últimas obras fue asimismo interpretada en el Teatro Alhambra, con motivo de la participación en el evento cultural "La noche en blanco de Granada", de este mismo año. Igualmente participó con No tiene enmienda en la edición del año 2014 de la Semana de la Comedia del Zaidín y también la representó, además de en otras salas de Granada, como en la Biblioteca Pública de Andalucía, en Santa Fe, Monachil, Cúllar Vega, Benalúa, Motril, Albolote, Armilla, e incluso en el Centro Penitenciario de Albolote o en Sanlúcar de Barrameda (Cádiz), siempre con carácter benéfico.
En septiembre de 2014, el Grupo de Teatro ICAGR estrenó, también bajo su dirección, en el Teatro Isabel La Católica de Granada, con lleno en la doble sesión, Muy alto, muy rubio, muy muerto, comedia policíaca de Keith Luger y Gil Albors, causando una muy buena impresión entre los asistentes.

### Literatura
Pero sobre todo, sobresale en el mundo de las letras como novelista y relatista. Miembro del grupo literario Vivero de relatos de Granada, integrado por José Cruz Cabrerizo, Conchi Fernández de Cueto, Cristina García Morales, Mª Jesús Garrido Casterrechea, Isabel Humbert Fernández, Mª Iluminada Madrid Gómez, Alfonso Martínez Baztán, J. J. Merelo Guervós, Mercedes Prieto Jaén, Marina Siri, Paz Zea Roldán y el propio J. M. Motos, ha participado en diversos eventos literarios colectivos, organizados o participados por este grupo; pero asimismo ha realizado sus propias publicaciones, despuntando su novela Justicia ciega, de la que ya han visto la luz dos ediciones.
En el ámbito del relato corto e incluso del microrrelato, ha participado en variadas convocatorias y obtenido numerosos premios, así la revista 1931, publicación oficial del Granada C.F., en el número 2 correspondiente al 19 de septiembre de 2010 (págs. 24 y 25), incluyó su relato Colores.
En el año 2004, obtuvo un accésit en el Tercer Concurso de Microrrelatos de la Feria del Libro de Granada, por su obra La mano, que fue incluida al año siguiente en el recopilatorio editado por 'Cuadernos del Vigía', pág. 15
Asimismo, en el año 2006 fue finalista en el 5º Concurso de Microrrelatos de la Feria del Libro de Granada, con la obra Viento salado, pág. 37 de la recopilación correspondiente, publicada en el año 2007 bajo el patrocinio Caja Granada.
En el año 2005, el jurado del Certamen de Narraciones Breves del diario IDEAL incluyó su relato Facinerosos entre las narraciones más destacables de los centenares que participaron en dicho evento, por lo que lo incluyó en la obra Las narraciones breves de Ideal (verano 2005).
La Universidad de Almería le otorgó otro accésit por la pieza teatral breve titulada "Un par de cervezas", en 2008.
Pero destaca por su trascendencia internacional el reconocimiento que recibió en mayo de 2009, con motivo de su designación como primer finalista del II Premio de Relato Corto ‘Paso del Estrecho’, en la modalidad correspondiente al idioma español, por el relato “Nuestro Valle”. Este galardón, patrocinado por la Fundación Cultura y Sociedad, con la colaboración del Patronato de la Alhambra y el Generalife, la Fundación Albayzín-Granada y la Asociación UNESCO para la Promoción de la Ética en los Medios de Comunicación (AUPEMEC), contó con la participación de cerca de 200 relatos, escritos en árabe y español, provenientes de 24 países del mundo.
Dicho relato fue incluido en la obra colectiva “Paso del Estrecho. II Premio literario”.
En enero de 2012 aparece incluida su Las margaritas nunca engañan en la obra colectiva "Relatos cortos de Ideal. Verano 2011", selección publicada por este periódico durante dicho periodo estival.
Novela juvenil  publicada por  Bunker Books S.L.,  Editorial MalasArtes, Seccióon Clarividencia, año 2020 (ISBN 978-84-18377-04-4) (Depósito legal CO 9762020). Título: Pati Cuatroveinte Diez (En  la frontera del sur).